# Tschudi's muisspecht
De Tschudi's muisspecht (Xiphorhynchus ocellatus chunchotambo) is een zangvogel uit de familie Furnariidae (ovenvogels).  De soort is in 1844 beschreven door de Zwitserse diplomaat en ornitholoog  Johann Jakob von Tschudi en in het Nederlands (en andere moderne talen) naar hem vernoemd. De vogel wordt op de IOC World Bird List versie 13.2 (weer) beschouwd als een ondersoort van de amazonemuisspecht (X. ocellatus chunchotambo).

## Kenmerken
De vogel is 21 tot 24,5 cm lang en weegt 30 tot 38 gram. Het is een middelgrote boomkruiperachtige vogel (geen familie van de spechten) met een relatief lange, dunne snavel. De vogel is overwegend bruin gekleurd. De kop en de mantel zijn donkerbruin met lichte okerkleurige streepjes. de buik en borst zijn lichter bruin met eveneens okerkleurige strepen, naar de buik toe steeds minder gestreept. De staart en vleugelpennen zijn egaal olijfbruin.

## Verspreiding en leefgebied
Het leefgebied ligt in de overgang tussen het tropisch regenwoud van het Amazonebekken en de uitlopers van de Andes tot op 1800 m boven de zeespiegel. Daar huist de vogel in vochtig, tropisch laagland regenwoud, moerasbos en montaan tropisch bos.

## Status
Uit moleculair genetisch onderzoek blijkt dat deze soort nauw verwant is aan de amazonemuisspecht en de roodkeelmuisspecht. De vogel heeft geen vermelding op de Rode Lijst van de IUCN omdat BirdLife International de soort als een ondersoort van de (niet bedreigde) amazonemuisspecht beschouwd.